# Sticherus tener
Sticherus tener är en ormbunkeart som först beskrevs av Robert Brown, och fick sitt nu gällande namn av Ren-Chang Ching. Sticherus tener ingår i släktet Sticherus och familjen Gleicheniaceae. Inga underarter finns listade.